# Pomnik Ofiar Czerwca 1956 (ul. Gajowa)
Pomnik Ofiar Czerwca 1956 (ul. Gajowa) – pomnik zlokalizowany w Poznaniu, przy ul. Gajowej na Jeżycach, upamiętniający pracowników komunikacji miejskiej z Poznania – ofiar Poznańskiego Czerwca z 1956.

## Charakterystyka
Pomnik stoi przy głównej bramie dawnej Zajezdni Tramwajowej Gajowa i składa się z cokołu, z którego wyrastają dwie szyny tramwajowe na kształt litery V (z łaciny: Victoria – zwycięstwo) oraz żeliwnej tablicy pamiątkowej z cytatem z Kazimiery Iłłakowiczówny: ...lecz zbryzgano mózgiem bruk / i bruk się wzdyma powoli / krew nie płynie już, już tylko skrzep / rozstrzelano moje serce w Poznaniu.
Cytat z Kazimiery Iłłakowiczówny został wybrany z powodu tego, iż poetka mieszkała w domu naprzeciw zajezdni i była świadkiem wydarzeń czerwcowych. Dziś znajduje się w tym miejscu muzeum biograficzne poetki.
Obiekt odsłonięto 27 czerwca 1981 o godzinie 11.00. Autorami projektu pomnika są Henryk Bartkowiak (Sekretarz i Rzecznik Prasowy Komitetu Strajkowego, a potem Komitetu Założycielskiego NSZZ Solidarność w ówczesnym WPK Poznań) oraz Krzysztof Mielczak (członek Komitetu Założycielskiego NSZZ Solidarność w ówczesnym WPK Poznań i redaktor gazety zakładowej "Z życia WPK"). Fundatorem była załoga WPK Poznań (przekształconego w 1982 roku w MPK Poznań).